# Nedre Esnarutjärnen
Nedre Esnarutjärnen är en sjö i Piteå kommun i Norrbotten och ingår i Rosåns huvudavrinningsområde. Sjöns area är 0,021 kvadratkilometer och den befinner sig 12,3 meter över havet.